# Atlamajalcingo del Monte
Atlamajalcingo del Monte là một đô thị thuộc bang Guerrero, México. Năm 2005, dân số của đô thị này là 5143 người.